# Sporting Clube de Timor
Der Sporting Clube de Timor ist ein osttimoresischer Sportverein. Er ist in Dili ansässig und der 85. Filialverein von Sporting Lissabon.

## Geschichte
Der Verein wurde am 25. Mai 1938 gegründet. Erster Präsident war Jaime Montalvão de Carvalho, weitere Gründungsmitglieder waren José António Montalvão dos Santos e Silva und Jacinto Montalvão dos Santos e Silva. In den 1950er Jahren war Sales Luís der Präsident des Vereins. 1960 wurde das Vereinsheim errichtet, mit Sporträumen, Büros, einem Restaurant, einem Basketball- und einem Volleyballfeld und einem Ballsaal für 600 Personen, in dem auch Spielfilme vorgeführt wurden.
Während der indonesischen Besatzungszeit vereinigte Carlos Afonso Henriques 1984 eine Sportgruppe und schaffte ein neues Sportzentrum, um mit einem Juniorteam bei den regionalen Fußballturnieren teilzunehmen.
Nachdem nach dem Abzug der Indonesier, der osttimoresische Fußballverband Federação Futebol Timor-Leste entstanden war, wurde 2003 der SCT neu gegründet. Neuer Präsident der Generalversammlung wurde der Politiker Zacarias da Costa. Ein neues Vereinsheim mit Restaurant und Trainingsräumen entstand. Präsident ist Jaime Santos, Vizepräsidentin Lurdes Bessa, Präsident des Rechnungsrates Edmundo de Carvalho, Sportdirektor Norberto Cortez, Direktoren Filipe Silva und Tony Lopes. Als erstes wurde eine Fußballabteilung gegründet.

## Fußballabteilung im unabhängigen Osttimor
2015 kam Sporting in der Qualifikationsrunde für die neugegründete LFA Primeira Divisão in der Gruppe D auf den letzten Platz und musste daher in der Saison 2016 in die Segunda Divisão. Hier erreichte man in der Gruppe A den vierten Platz von sechs Mannschaften, weswegen man auch in der Saison 2017 in der zweiten Liga spielte. Hier kam man auf Platz 5 der Gruppe B. In der Liga Futebol Amadora Segunda Divisão 2018 kam man auf Platz 3 von 12.
Beim Landespokal Taça 12 de Novembro 2016 schied man 2016 in der ersten Runde gegen den YMCA FC aus. 2017 scheiterte man in der zweiten Hauptrunde und 2018 in der ersten.